# Аместрија
Аместрија (персијски: „пријатељ“) је била жена Ксеркса Ι владара Персијске Монархије, односно мајка његовог наследника Артаксеркса I. Њена репутација врло је лоша код античких грчких историчара.

## Породица
Аместрија је била кћер Отана (према Херодоту) или Анафа Ι (према Ктезију), једног од седам заверника који су 522. п.н.е. убили узурпатора и лажног краља Гаумату. Након тога Персијском монархијом завладао је Дарије Велики. Према грчком историчару Херодоту, Отан је био награђен дипломатским браком; нови велики краљ оженио се Отановом кћери Фаедимијом, док се Отан оженио Даријевом сестром која је родила Аместрију. Када је Дарије Велики умро 486. п. н. е. Аместрија се удала за његова сина и наследника Ксеркса Ι.

## Биографија
Херодот описује Аместрију као окрутну владарку која је наводно дала седам синова персијских племића принети као жртву боговима, но та прича се данас сматра бајком утемељеној на Херодотовој пристраности; персијска владарска породица била је зороастријске вероисповести у којој жртвовање људи није било дозвољено. Херодот такође наводи како је била врло љубоморна жена која је дала погубити мајку Артаинте, жене једног од властитих синова у коју се заљубио Ксеркс, због чега се побунио његов брат и сатрап Масист. Ипак, ову причу бајком сматрају сви модерни историчари.
Након Ксерксове смрти Аместрија је остала утицајна на перијском владарском двору. Током владавине њеног сина Артаксеркса Ι. (465 – 424. п. н. е.), њен други син Ахемен убијен је приликом побуне у Египту. Непосредно након тога Египћане и њихове савезнике Атењане поразио је персијски генерал Мегабиз ΙΙ, који је касније побуњеницима понудио споразум како би скратио сукоб. Према грчком историчару Ктезију, Аместрија је била бесна зато што Мегабиз ΙΙ није казнио убице њена сина. Артаксеркс Ι се у почетку противио освети, но након пет година (449. п. н. е.) одлучио јој је предати египатског побуњеника Инара који је набијен на колац, док је обезглављено и 50 његових грчких помагача. Аместрија је умрла око 440. п. н. е.

## У Старом завету
Судећи према етимолошким сличностима, Аместрија се у Библији спомиње као Вашти, а Ксеркс Ι као Ахасуерус. Амерички лингвист Роберт Дик Вилсон који је поистоветио њихова имена спомиње како су имена Аместрија и Естера изведенице акадске речи Ammi-Ištar или Ummi-Ištar.